# (19547) Collier
(19547) Collier (1999 JP57) – planetoida z grupy pasa głównego asteroid okrążająca Słońce w ciągu 3,29 lat w średniej odległości 2,21 j.a. Odkryta 10 maja 1999 roku.